# Kölcsey Központ
A Kölcsey Központ 13 000 négyzetméter alapterületű konferencia-központ Debrecenben. Az épület, amelynek névadója Kölcsey Ferenc, 2006-ban készült el, az avatóünnepséget február 24-én tartották. Az egybenyitható illetve leválasztható terek között van a Nagyterem, a Bálterem, a Kiállítóterem és számos egyéb helyiség. A Nagyteremben koncertezett már Schiff András, Jan Garbarek, Chick Corea, Rost Andrea és Cesaria Evora is. A Kiállítóterem volt a helyszíne többek között Lestyán Goda János, Györfi Sándor, Kass János, Szász Endre és Bényi Árpád kiállításának. Az épületben étterem, kávézó és bár is működik. A tetőteraszra panoráma-üveglift visz föl. A Kölcsey Központ tervezője Kováts András, a belsőépítész Balogh Balázs.